# Schlumpfeis

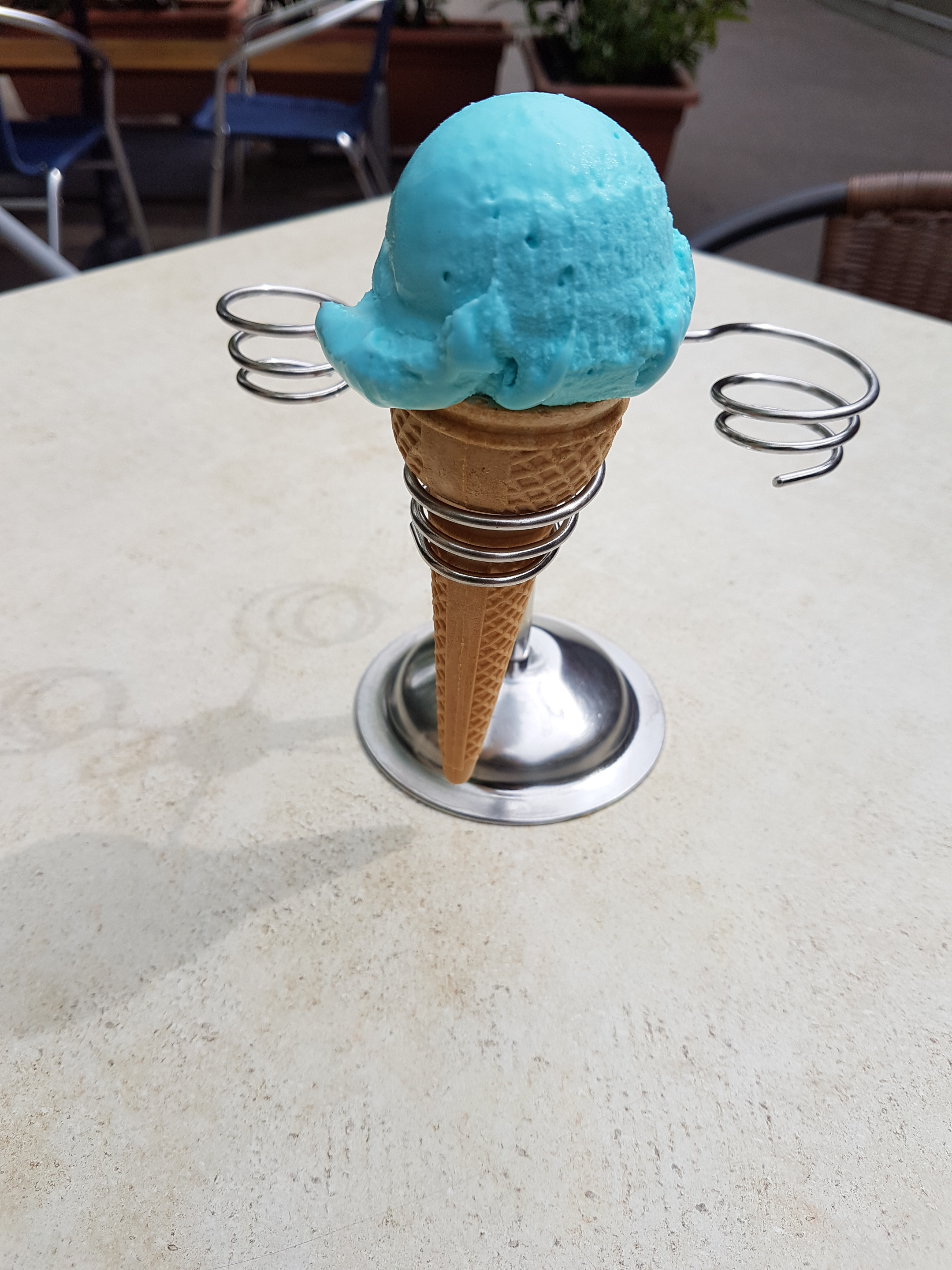
Blaues Schlumpfeis

Schlumpfeis ist eine Bezeichnung für blaues Speiseeis mit Vanillegeschmack. Der Name bezieht sich auf die Hautfarbe der Comicfiguren Schlümpfe. Aufgrund der Farbe sind auch andere Bezeichnungen wie „Blauer Engel“ und „Azzurro“ gebräuchlich. Es wird auch in der Geschmacksrichtung „Kaugummi“ angeboten, wobei es entsprechend Kaugummieis oder Bubble-Gum-Eis genannt wird.
Für die Zubereitung wird eine Vanilleeiszubereitung mit blaufärbenden Zutaten versetzt. Üblich sind Pasta Fiocco Azzurro, Lebensmittelfarbe bzw. Lebensmittelzusatzstoffe, wie E 131, E 133 und E 151. Ersatzweise wird Blue Curacao zur Blautönung von Schlumpfeis verwendet.